# Мій добрий тато
«Мій до́брий та́то» (рос. «Мой добрый папа») — російський радянський художній фільм 1970 року, знятий режисером Ігорем Усовим. Знімався в Баку.

## Сюжет
Елегійне оповідання від імені хлопчика Петра, який згадує про своє щасливе передвоєнне життя в Баку в 1941 році, про тата, композитора і диригента, маму, що вічно метушиться, про молодшого братика Боба. Але почалася війна, і всьому нехитрому щастя прийшов кінець.
А тато пішов на фронт і не повернувся. Йдучи, батько десятирічного Петра велів йому завжди бути добрим до людей, допомагати їм в труднощах і біді. Не повернувся батько додому, загинув у бою. Але його слова назавжди запали в душу хлопчика, стали принципом його життя.

## У ролях
- Олександр Дем'яненко — Володимир Іванович Іванов, батько Петі, композитор і диригент
- Людмила Гурченко — Валентина Миколаївна Іванова, мама Петі
- Костянтин Корнаков — Петя Іванов
- Олександр Арутюнов — Боба
- Пантелеймон Кримов — старий «Ліверпуль»
- Рафік Азімов — Алі Ісмаїлов
- Аміна Юсиф Кизи — тітка Фатьма
- Тарлан Фарзалієв — Рафіз Ісмаїлов
- Гамаль Гвардеев — Раміс Ісмаїлов
- Гаррій Мамедов — Расим Ісмаїлов
- Ельдар Азімов — Раїс Ісмаїлов
- Маша Брянська — дівчинка з бантом
- Іра Родіна
- Лілія Архіпова — Олімпіада Василівна, дружина Гоші
- Микола Боярський — дядько Гоша
- Аліага Агаєв — глядач у кіно
- Надир Аскеров — епізод
- Леонід Любашєвський — Пал Палич, вчитель озвучив Володимир Кенігсон
- Володимир Курков — водій вантажівки
- Талят Рахманов — офіцер
- Аббас Рзаєв — кіномеханік
- Юрій Ізраїлюв — епізод
- Р. Медведєва — епізод
- Артур Асланов — епізод
- Самір Мусаєв — епізод
- Артур Попов — епізод
- Саша Томілін — епізод
- Олег Юсуфов — епізод

## Вокал
- Таїсія Калинченко — виконання пісні «Сонце сміється, сонце сміється …»